# Grafschaft Verdun
Die Grafschaft Verdun (früher auch Grafschaft Wirtten) war eine reichsunmittelbare mittelalterliche Grafschaft in Lothringen.
Grafen von Verdun aus der Familie der Wigeriche waren unter anderem:
- Richwin († 923) Graf von Verdun
- Otto († 944) dessen Sohn, Graf von Verdun, Herzog von Lothringen ab 940
- Gottfried der Gefangene (* 935/940, † 3./4. April nach 995), seit 960/965 Graf von Verdun, ab 969 Markgraf von Ename und Antwerpen, 959/960 Graf im Bidgau und Methingau, 958–978 Graf im Hennegau, sowie Vogt von Saint Hubert und Mouzon (der Vater der Herzöge Gottfried II. und Gozelo I. von Niederlothringen)
- Friedrich († 6. Januar 1022), dessen Sohn, Graf von Verdun, Mönch in Saint Vanne
- Hermann von Eenham († 29. Mai 1029), dessen Bruder, Graf von Verdun, Mönch in Saint Vanne
- Gottfried III. der Bärtige, Stief- und Schwiegervater von Mathilde von Tuszien